# غاستون دي فوا، كونت كاندال
غاستون دي فوا (بالفرنسية: Gaston II de Foix-Candale)‏ (1448 - 25 مارس 1500) إيرل كاندال هو أحد النبلاء الفرنسيين في العقود الأخيرة من العصور الوسطى، وهو عضو في آل فوا من الأسر ذات الأهمية في جنوب فرنسا، هو ابن جان الأول، إيرل كاندال ومارغريت دي لابول.
تزوج مرتين أولا من انفانتا كاثرين من نافارا وأنجب منها أربعة أبناء؛ ثم تزوج من إيزابيل دي ألبرت وأنجبت له أيضًا أربعة أبناء.